# Панкараре
Панкарару (Pancaré, Pankaré, Pancaru, Pankararú, Pankaruru, Pankarará, Pankaravu, Pankaroru, Pankarú, Brancararu) — мёртвый язык, на котором говорили на востоке Бразилии. Представителей народа панкарару насчитывается около 6000, проживают они в основном на территории штатов Алагоас и Пернамбуку. В настоящее время, все панкарару говорят на португальском языке
В XIX веке народ разделился на две этнические группы, на панкарару и панкараре. Четверть панкараре сохранили свою традиционную религию.

## Классификация
Есть сходство с языками тукано и тупи. Мидер (1976) обнаружил 80 носителей, из которых треть (26) чётко родствннен языкам тупи. Он предполагает, что последние носители панкарару говорили на двух языках тупи.